# Paramoti
Paramoti là một đô thị thuộc bang Ceará, Brasil. Đô thị này có diện tích 482,648 km², dân số năm 2007 là 11500 người, mật độ 23,83 người/km².